# آبیچوآری
آبیچوآری (به انگلیسی: Obituary) یک گروه موسیقی دث متال آمریکایی است که در سال ۱۹۸۵ در تمپا فلوریدا به صورت زیر زمینی و با نام اگزکیوشنر پایه‌گذاری شد. اعضاء فعلی گروه شامل جان تاردی (خواننده)، دونالد تاردی (نوازندهٔ درامز)، تروور پرز (نوازندهٔ ریتم گیتار) و تری باتلر (نوازندهٔ گیتاربیس) می‌باشند.
گروه یکی از عوامل اصلی در گسترش سبک دث متال استو یکی از موفقترین گروه‌ها در سبک خود.

از آلبوم پایان کاملتاکنون 550،000 نسخه در سرتاسر جهان فروخته شده‌است.

## تاریخچه
آبیچوآری به‌عنوان یک گروه پیشرو در سبک دث متال ابتدا با نام اگزکیوشنر فعالیتش را در سفنر فلوریدا آغاز کرد. آن‌ها به زودی
دریافتند که گروه دیگری به همین نام وجود دارد و با حذف کلمه "ای" نام خود را به زکیوشنر تغییر دادند. اعضای اولیهٔ گروه جان تاردی (خواننده)، جی پی چارتیر (نوازندهٔ لید گیتار)، تروور پرز (نوازندهٔ ریتم گیتار)، جرومی گرابل (نوازندهٔ گیتاربیس) و دونالد تاردی (نوازندهٔ درامز) بودند. گروه دموی اول خود را در سال‌های ۱۹۸۵ با عنوان اگزکیوشنر منتشر کرد، سال ۱۹۸۶ دموی دیگری را ارائه داد و در سال ۱۹۸۷ دموی با عنوان زکیوشنر را روانه بازار کردند. آن‌ها اولین وینیل خود را در سال ۱۹۸۷ با دو آهنگ ("ناشی از جستن" و "مانند مردگان") در مجموعه مرگ شدید منتشر کردند. چندی پس از انتشار آن دانیل تاکر جایگزین گرابل شد. گروه مدت کوتاهی قبل از انتشار اولین آلبوم خود با نام به آرامی می‌پوسیم به آبیچوآری تغییر نام داد. آن‌ها با ارائه این اثر توانست نوع خاصی از نوازندگی را در جنبش دث متال ده هشتاد فلوریدا از خود به یادگار بگذارند.
در سال ۱۹۹۷ پس از آلبوم بازگشته از مرگ، به علت خستگی زیاد از تورها اعضاء گروه از یکدیگر جدا شدند، که این امر منجر به انحلال گروه شد. در طول این وقفه، دونالد تاردی در یک تور با گروه اندرو دبیلو.کی حضور یافت (همچنین با پیراهن آبیچوآری به همراه دبیلو.کی در برنامه ساتردی نایت لایو شرکت کرد). آلن وست بر روی دو پروژه دیگر خود سیکس فیت آندر و لوبرو متمرکز شد. در سال ۲۰۰۱ تروور پرز گروه کتستروفیک را تشکیل داد و آلبوم پاک کننده را در همان سال منتشر کرد. در سال ۲۰۰۳ آبیچوآری دوباره تشکیل شد و در سال ۲۰۰۵ آلبوم منجمد در زمان را منتشر کرد. گروه برای اولین بار در ژانویه ۲۰۰۷ دی وی دی کنسرتی با نام زنده منجمد شده را روانهٔ بازار کرد.
آبیچوآری برای دو آلبوم بعدی خود در بازگشت اعدام‌گر (۲۰۰۷) و تیره ترین روز (۲۰۰۹) با کندل لایت قرار داد بست. در ژانویه ۲۰۱۰ دومین دی وی دی کنسرت خود را منتشر کرد. و به گفته جان تاردی آن‌ها هم‌اکنون روی قطعات آلبوم جدید کار می‌کنند، این اولین آلبوم آبیچوآری بدون حضور بیس‌نواز قدیمی گروه فرانک واتکینز خواهد بود، او از اولین آلبوم به آرامی می‌پوسیم که در سال ۱۹۸۹ منتشر شد با گروه همراه بوده‌است.

## اعضا
| کنونی - جان تاردی – آواز (۱۹۸۴ تاکنون) - دونالد تاردی – درامز (۱۹۸۴ تاکنون) - تروور پرز – ریتم گیتار (۱۹۸۴ تاکنون) - تری باتلر – گیتار بیس (۲۰۱۰ تا کنون) - کنی اندروز – گیتار (۲۰۱۲ تاکنون) پیشین - جروم گرابل – گیتار بیس (۱۹۸۴ تا ۱۹۹۸) - آلن وست – لید گیتار (۱۹۸۴ تا ۱۹۸۹ - ۱۹۹۵ تا ۲۰۰۶) - جی پی چارتیر - لید گیتار (1988 تا 1989) - دانیل تاکر – گیتار بیس (۱۹۸۸ تا ۱۹۸۹) - فرانک واتکینز – گیتار بیس (۱۹۸۹ تا ۲۰۱۰) - جیمز مرفی – لید گیتار (۱۹۹۰ تا ۱۹۹۲) - رالف سنتولا – لید گیتار (۲۰۰۶ تا 2011) اجرای زنده - استیو دی جورجیو – گیتار بیس (۲۰۱۰) - کنی اندروز – گیتار بیس (۲۰۱۰) - لی هریسون - گیتار (2012) |

## آلبوم

### آلبوم‌های استودیوئی
| نام آلبوم           | سال انتشار |
| ------------------- | ---------- |
| ۱. به آرامی می‌پوسیم | ۱۹۸۹       |
| ۲. دلیل مرگ         | ۱۹۹۰       |
| ۳.پایان کامل        | ۱۹۹۲       |
| ۴. مرگ جهانی        | ۱۹۹۴       |
| ۵. بازگشته از مرگ   | ۱۹۹۷       |
| ۶. منجمد در زمان    | ۲۰۰۵       |
| ۷. بازگشت اعدام‌گر   | ۲۰۰۷       |
| ۸.Darkest Day       | ۲۰۰۹       |

|-
|9.Inked in Blood
|2014
|}
|-
|10. Obituary 
|2017
|}

### آلبوم‌های اجرای زنده
| نام آلبوم | سال انتشار |
| --------- | ---------- |
| ۱. مرده   | ۱۹۹۸       |

### آلبوم‌های ویدئویی
| نام آلبوم                        | سال انتشار |
| -------------------------------- | ---------- |
| ۱.Frozen Alive                   | ۲۰۰۶       |
| ۲.Live Xecution - Party.San 2008 | ۲۰۱۰       |